# Хронічка Йоахима Єрлича
«Літописець або хронічка» Йоахима Єрлича – історико-мемуарний твір православного шляхтича Якима (Йоахима) Єрлича (1598–1674). Пам'ятка створена 1648–73, складається з 2-х частин. Її оригінал-автограф у 19 ст. зберігався в зібранні польського історика Я.-Б.Альбертранді, звідти потрапив до відділу рукописів Бібліотеки Красинських у Варшаві, під час окупації Польщі 1939–44  загинув. Свого часу було видрукувано 2-гу частину рукопису та незначні фрагменти першої. 1910–18 Орест Левицький підготував пам'ятку до видання, частину її було опубліковано в окремому томі "Южнорусских летописей", але майже весь тираж під час громадянської війни в Україні 1917–1921 був знищений. Єдиний вцілілий примірник даного видання зберігається в архіві Інституту історії України НАН України.
У 1-й частині літопису подано стислий нарис історії (насамперед європейської) "від створення світу". Її головними джерелами слугували польські хроніки 16 – поч. 17 ст. М. та Й. Бельських, О.Гваньїні, Матвія Стрийковського. У 2-й частині викладалася історія роду Єрличів, а також політична історія Речі Посполитої та України в 1620-х – на поч. 1670-х рр. При її написанні використано широке коло джерел: мирні договори (Білоцерківський договір 1651, Гадяцький договір 1658, Підгаєцький договір України з Польщею 1667, Бучацький мирний договір 1672), дипломатична кореспонденція, у тому числі деякі листи від Війська Запорозького до короля Речі Посполитої Яна II Казимира Ваза, листування польських воєначальників, документи з брацлавських земських книг, документи з фамільного архіву Єрличів, насамперед грамоти та універсали великих князів литовських і польських королів, літописці, анонімний щоденник Хотинської війни 1621, літературно-публіцистичні пам'ятки ("Лист Ісуса…", "Сон Пресвятої Богородиці", пасквілі проти короля Яна II Казимира Ваза), народні думи, особисті враження та свідчення очевидців тощо. Чимало з цих джерел до нашого часу не збереглися.
Опис подій національно-визвольної війни 1648–58 містить багато унікальних свідчень (наприклад з листа чорнобильського протопопа) про Переяславську раду 1654 і негативну реакцію на неї з боку широких кіл українського суспільства, про події у Києві 1648–49, учасником яких був сам Єрлич, про бої під Махнівкою 1648 року, про Берестецьку битву 1651 та бої під Білою Церквою того ж року, про придушення народних повстань в Україні та Білорусі наприкінці 1650-х – на початку 1660-х років (див. також Громадянські війни в Україні другої половини 1650-х – першої половини 1660-х років, Дейнеків рух 1658–1665). Аналіз тексту пам'ятки засвідчує, що її автор, як і більшість представників панівного класу Речі Посполитої, вороже ставився до національно-визвольної боротьби українського народу, однак, будучи православним, критично осмислював релігійну політику польського уряду, засуджував протестантизм, негативно оцінював феодальну анархію в Речі Посполитій і діяльність тих, хто ніс за це головну провину (польські  королі Сигізмунд ІІІ Ваза, Ян II Казимир Ваза, королева Марія-Людвіка, коронні гетьмани М.Потоцький, М.Калиновський, а також О.Конецпольський, С.Лащ та ін.), протиставляв останнім Адама Киселя.